# Menesztés
A menesztés köznyelvi kifejezés, amelyet a sajtó is gyakran használ anélkül, hogy pontosan meghatározná, egy munkaviszony vagy megbízási viszony megszüntetésére milyen jogi formában kerül sor. A kifejezést nem csupán egyes személyek, hanem testületek (pl. kormány) esetében is használják.
A szóhasználat még akkor is azt sugallja, hogy a munkavállaló vagy a megbízott a vesztes fél, amikor a szerződéses viszonyt a felek ténylegesen közös megegyezéssel szüntetik meg.
Diplomáciai kiküldetés esetén is előfordulhat a menesztés kifejezés alkalmazása.